# Stazione meteorologica di Ercolano-Osservatorio Vesuviano
La stazione meteorologica di Ercolano-Osservatorio Vesuviano è la stazione meteorologica di riferimento relativa all'area vesuviana del territorio comunale di Ercolano.

## Coordinate geografiche
La stazione meteo si trova nell'Italia meridionale, Nella città metropolitana di Napoli, nel comune di Ercolano, sulle pendici del Vesuvio presso l'omonimo osservatorio, a 605 metri s.l.m. e alle coordinate geografiche 40°49′N 14°24′E.

## Dati climatologici
In base alla media trentennale di riferimento 1961-1990, la temperatura media del mese più freddo, gennaio, si attesta a +6,1 °C; quella del mese più caldo, agosto, è di +21,5 °C.
Le precipitazioni medie annue si aggirano sui 950 mm e sono distribuite mediamente in 90 giorni, con un minimo in estate ed un picco in autunno-inverno .
| Ercolano-Osservatorio Vesuviano | Mesi   | Mesi  | Mesi  | Mesi  | Mesi  | Mesi  | Mesi   | Mesi   | Mesi  | Mesi   | Mesi  | Mesi   | Stagioni | Stagioni | Stagioni | Stagioni | Anno |
| Ercolano-Osservatorio Vesuviano | Gen    | Feb   | Mar   | Apr   | Mag   | Giu   | Lug    | Ago    | Set   | Ott    | Nov   | Dic    | Inv      | Pri      | Est      | Aut      | Anno |
| ------------------------------- | ------ | ----- | ----- | ----- | ----- | ----- | ------ | ------ | ----- | ------ | ----- | ------ | -------- | -------- | -------- | -------- | ---- |
| T. max. media (°C)              | 8,9    | 9,2   | 11,3  | 14,6  | 18,6  | 22,4  | 25,2   | 25,4   | 22,2  | 18,0   | 13,6  | 10,4   | 9,5      | 14,8     | 24,3     | 17,9     | 16,7 |
| T. min. media (°C)              | 3,4    | 3,2   | 4,3   | 7,4   | 11,0  | 14,8  | 17,5   | 17,6   | 15,0  | 11,3   | 7,7   | 4,8    | 3,8      | 7,6      | 16,6     | 11,3     | 9,8  |
| Precipitazioni (mm)             | 105    | 80    | 88    | 68    | 54    | 36    | 16     | 45     | 99    | 69     | 124   | 176    | 361      | 210      | 97       | 292      | 960  |
| Giorni di pioggia               | 9      | 9     | 9     | 9     | 6     | 5     | 3      | 4      | 6     | 6      | 11    | 13     | 31       | 24       | 12       | 23       | 90   |
| Vento (direzione-m/s)           | NE 5,2 | S 5,3 | S 5,0 | S 4,5 | S 4,1 | S 3,6 | SW 3,7 | SW 3,8 | S 4,1 | NE 4,5 | S 4,9 | NE 5,5 | 5,3      | 4,5      | 3,7      | 4,5      | 4,5  |